# Bettina König

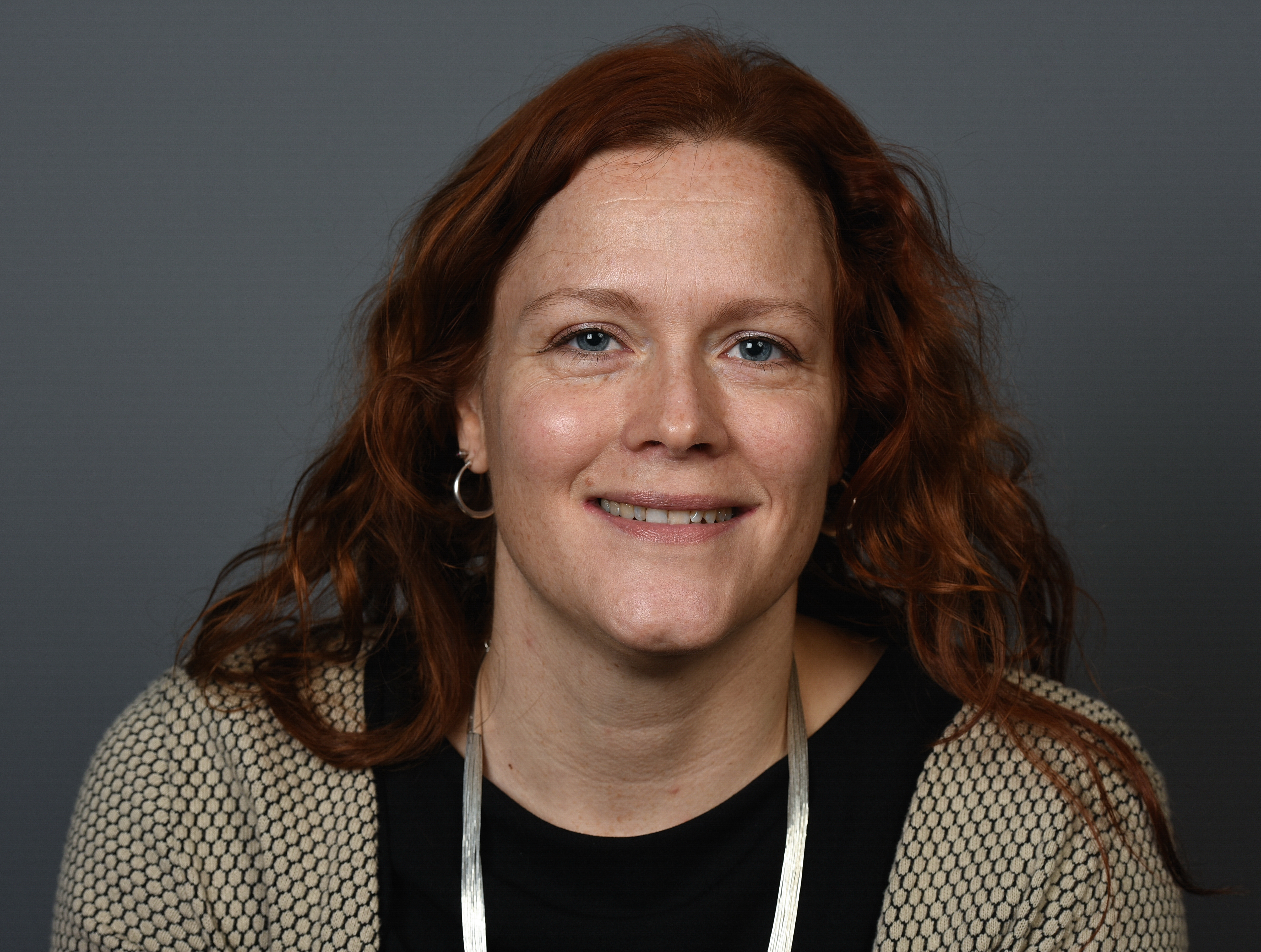
Bettina König, 2017

Bettina König (* 24. November 1978 in West-Berlin) ist eine deutsche Politikerin (SPD) und seit 2016 Abgeordnete im Abgeordnetenhaus von Berlin.

## Biografie
Bettina König studierte Betriebswirtschaftslehre an der Freien Universität Berlin mit Abschluss als Diplom-Kauffrau 2003. Sie war dann im Bereich Öffentlichkeitsarbeit und Marketing für eine Einrichtung des Deutschen Roten Kreuzes sowie als Mitarbeiterin für den Abgeordneten Alex Lubawinski tätig. 2009–2015 war sie Referentin der SPD-Fraktion in der Bezirksverordnetenversammlung Reinickendorf.

## Partei und Politik
Der SPD gehört König seit 2007 an und bekleidet verschiedene Parteiämter. Bei der Wahl zum Abgeordnetenhaus von Berlin 2016 wurde sie über die Bezirksliste Reinickendorf in das Abgeordnetenhaus gewählt. Im Wahlkreis Reinickendorf 1 erhielt sie 2021 ein Direktmandat. Bei der Wiederholungswahl 2023 konnte sie ihren Sitz im Abgeordnetenhaus verteidigen.
Sie ist Mitglied im
- Ausschuss für Wissenschaft und Forschung
- Ausschuss für Gesundheit, Pflege und Gleichstellung
- Ausschuss für Sport

Bettina König ist Sprecherin der SPD-Fraktion für das Themenfeld „Gesundheit“.
Sie ist stellvertretende Vorsitzende der SPD-Fraktion Berlin.